# 76. ročník udílení cen Emmy
76. ročník udílení cen Emmy oceňující nejlepší televizní počiny v období od 1. června 2023 do 31. května 2024 se konal dne 15. září 2024 v Peacock Theater v Los Angeles v Kalifornii. Přímý přenos byl vysílán televizní stanicí ABC. Jedná se o druhý ceremoniál udílení cen Emmy uskutečněný v roce 2024, neboť předchozí ceremoniál byl přesunut ze září 2023 na 15. ledna 2024 kvůli stávce herců a scenáristů. Ceremoniál moderovali Eugene Levy a Dan Levy.

## Vítězové a nominovaní
Vítězové jsou uvedeni jako první a označeni tučně.

### Pořady
| Nejlepší komediální seriál | Nejlepší dramatický seriál |
| --- | --- |
| Stále v kurzu (Max) - Základka Willarda Abbotta (ABC) - Medvěd (FX) - Larry, kroť se (HBO) - Jen vraždy v budově (Hulu) - Palm Royale (Apple TV+) - Reservation Dogs (FX) - Co děláme v temnotách (FX) | Šógun (FX) - Koruna (Netflix) - Fallout (Prime Video) - Pozlacený věk (HBO) - The Morning Show (Apple TV+) - Mr. & Mrs. Smith (Prime Video) - Slow Horses (Apple TV+) - Problém tří těles (Netflix) |
| Nejlepší minisérie | Nejlepší soutěžní pořad |
| Sobík (Netflix) - Fargo (FX) - Lekce chemie (Apple TV+) - Ripley (Netflix) - Temný případ: Noční krajina (HBO)                                                                                         | The Traitors (Peacock) - The Amazing Race (CBS) - RuPaul's Drag Race (MTV) - Top Chef (Bravo) - The Voice (NBC)                                                                                     |
| Nejlepší talk show | Nejlepší skriptovaný pořad |
| The Daily Show (Comedy Central) - Jimmy Kimmel Live! (ABC) - Late Night with Seth Meyers (NBC) - The Late Show with Stephen Colbert (CBS)                                                              | John Oliver: Co týden dal a vzal (HBO) - Saturday Night Live (NBC) |

### Herectví

#### Hlavní role
| Nejlepší herec v komediálním seriálu | Nejlepší herečka v komediálním seriálu |
| --- | --- |
| Jeremy Allen White jako Carmen „Carmy“ Berzatto – Medvěd - Matt Berry jako Leslie „Laszlo“ Cravensworth – Co děláme v temnotách - Larry David jako Larry David – Larry, kroť se - Steve Martin jako Charles-Haden Savage – Jen vraždy v budově - Martin Short jako Oliver Putnam – Jen vraždy v budově - D'Pharaoh Woon-A-Tai jako Bear Smallhill – Reservation Dogs | Jean Smartová jako Deborah Vance – Stále v kurzu - Quinta Brunson jako Janine Teagues – Základka Willarda Abbotta - Ayo Edebiri jako Sydney Adamu – Medvěd - Selena Gomez jako Mabel Mora – Jen vraždy v budově - Maya Rudolph jako Molly Novak – Ve vatě - Kristen Wiigová jako Maxine Simmons – Palm Royale            |
| Nejlepší herec v dramatickém seriálu | Nejlepší herečka v dramatickém seriálu |
| Hirojuki Sanada jako lord Toranaga Jošii – Šógun - Idris Elba jako Sam Nelson – Únos letadla - Donald Glover jako John Smith / Michael – Mr. & Mrs. Smith - Walton Goggins jako Ghoul / Cooper Howard – Fallout - Gary Oldman jako Jackson Lamb – Slow Horses - Dominic West jako princ Charles – Koruna                                                             | Anna Sawai jako Mariko Toda – Šógun - Jennifer Aniston jako Alex Levy – The Morning Show - Carrie Coon jako Bertha Russell – Pozlacený věk - Maya Erskine jako Jane Smith / Alana – Mr. & Mrs. Smith - Imelda Staunton jako královna Alžběta II. – Koruna - Reese Witherspoonová jako Bradley Jackson – The Morning Show |
| Nejlepší herec v minisérii nebo televizním filmu | Nejlepší herečka v minisérii nebo televizním filmu |
| Richard Gadd jako Donny Dunn – Sobík - Matt Bomer jako Hawkins „Hawk“ Fuller – Souputníci - Jon Hamm jako šerif Roy Tillman – Fargo - Tom Hollander jako Truman Capote – Zlá krev: Capote vs. labutě - Andrew Scott jako Tom Ripley – Ripley | Jodie Fosterová jako detektivka Elizabeth Danvers – Temný případ: Noční krajina - Brie Larson jako Elizabeth Zott – Lekce chemie - Juno Temple jako Dorothy „Dot“ Lyon – Fargo - Sofía Vergara jako Griselda Blanco – Griselda - Naomi Wattsová jako Babe Paley – Zlá krev: Capote vs. labutě                            |

#### Vedlejší role
| Nejlepší herec ve vedlejší roli v komediálním seriálu | Nejlepší herečka ve vedlejší roli v komediálním seriálu |
| --- | --- |
| Ebon Moss-Bachrach jako Richard „Richie“ Jerimovich – Medvěd - Lionel Boyce jako Marcus Brooks – Medvěd - Paul W. Downs jako Jimmy LuSaque, Jr. – Stále v kurzu - Paul Rudd jako Ben Glenroy – Jen vraždy v budově - Tyler James Williams jako Gregory Eddie – Základka Willarda Abbotta - Bowen Yang jako různé postavy – Saturday Night Live | Liza Colón-Zayas jako Tina Marrero – Medvěd - Carol Burnettová jako Norma Dellacorte – Palm Royale - Hannah Einbinder jako Ava Daniels – Stále v kurzu - Janelle James jako Ava Coleman – Základka Willarda Abbotta - Sheryl Lee Ralph jako Barbara Howard – Základka Willarda Abbotta - Meryl Streepová jako Loretta Durkin – Jen vraždy v budově                                           |
| Nejlepší herec ve vedlejší roli v dramatickém seriálu | Nejlepší herečka ve vedlejší roli v dramatickém seriálu |
| Billy Crudup jako Cory Ellison – The Morning Show - Tadanobu Asano jako Jabušige Kašiki – Šógun - Mark Duplass jako Charles „Chip“ Black – The Morning Show - Jon Hamm jako Paul Marks – The Morning Show - Takehiro Hira jako Kazunari Išidó – Šógun - Jack Lowden jako River Cartwright – Slow Horses - Jonathan Pryce jako princ Philip, vévoda z Edinburghu – Koruna                                                                                                | Elizabeth Debicki jako princezna Diana – Koruna - Christine Baranski jako Agnes van Rhijn – Pozlacený věk - Nicole Beharie jako Christina Hunter – The Morning Show - Greta Lee jako Stella Bak – The Morning Show - Lesley Manville jako Margaret, hraběnka ze Snowdonu – Koruna - Karen Pittman jako Mia Jordan – The Morning Show - Holland Taylor jako Cybil Richards – The Morning Show |
| Nejlepší herec ve vedlejší roli v minisérii nebo televizním filmu | Nejlepší herečka ve vedlejší roli v minisérii nebo televizním filmu |
| Lamorne Morris jako státní voják Whitley „Witt“ Farr – Fargo - Jonathan Bailey jako Tim Laughlin – Souputníci - Robert Downey Jr. jako Claude / Professor Robert Hammer / Ned Godwin / Niko Damianos / The Priest – Sympatizant - Tom Goodman-Hill jako Darrien O'Connor – Sobík - John Hawkes jako Hank Prior – Temný případ: Noční krajina - Lewis Pullman jako Calvin Evans – Lekce chemie - Treat Williams jako Bill Paley – Zlá krev: Capote vs. labutě (posmrtně) | Jessica Gunning jako Martha Scott – Sobík - Dakota Fanningová jako Marge Sherwood – Ripley - Lily Gladstone jako Cam Bentland – Pod mostem - Aja Naomi King jako Harriet Sloane – Lekce chemie - Diane Lane jako Nancy „Slim“ Keith – Zlá krev: Capote vs. labutě - Nava Mau jako Teri – Sobík - Kali Reis jako detektivka Evangeline Navarro – Temný případ: Noční krajina                  |

### Režie
| Nejlepší režie komediálního seriálu | Nejlepší režie dramatického seriálu |
| --- | --- |
| Medvěd (díl: „Ryby“), režie: Christopher Storer (FX) - Základka Willarda Abbotta (díl: „Party“), režie: Randall Einhorn (ABC) - Medvěd (díl: „Meloun“), režie: Ramy Youssef (FX) - Gentlemani (díl: „Ušlechtilá agrese“), režie: Guy Ritchie (Netflix) - Stále v kurzu (díl: „Bulletproof“), režie: Lucia Aniello (Max) - The Ms. Pat Show (díl: „I'm the Pappy“), režie: Mary Lou Belli (BET+) | Šógun (díl: „Nachové nebe“), režie: Frederick E. O. Toye (FX) - Koruna (díl: „Sleep, Dearie Sleep“), režie: Stephen Daldry (Netflix) - The Morning Show (díl: „Pocit přehledu“), režie: Mimi Leder (Apple TV+) - Mr. & Mrs. Smith (díl: „První rande“), režie: Hiro Murai (Prime Video) - Slow Horses (díl: „Podivné hry“), režie: Saul Metzstein (Apple TV+) - Lakers: Vzestup dynastie (díl: „Beat L.A“), režie: Salli Richardson-Whitfield (HBO) |
| Nejlepší režie minisérie nebo televizního filmu | |
| Ripley, režie Steven Zaillian (Netflix) - Sobík (díl: „Episode 4“), režie: Weronika Tofilska (Netflix) - Fargo (díl: „The Tragedy of the Commons“), režie: Noah Hawley (FX) - Zlá krev: Capote vs. labutě (díl: „Pilot“), režie: Gus Van Sant (FX) - Lekce chemie (díl: „Poirot“), režie: Millicent Shelton (Apple TV+) - Temný případ: Noční krajina, režie: Issa López (HBO)                  | |

### Scénář
| Nejlepší scénář pro komediální seriál | Nejlepší scénář pro dramatický seriál |
| --- | --- |
| Stále v kurzu (díl: „Bulletproof“), scénář: Lucia Aniello, Paul W. Downs a Jen Statsky (Max) - Základka Willarda Abbotta (díl: „Kariérní den“), scénář: Quinta Brunson (ABC) - Medvěd (díl: „Ryby“), scénář: Christopher Storer a Joanna Calo (FX) - Girls5eva (díl: „Orlando“), scénář: Meredith Scardino a Sam Means (Netflix) - The Other Two (díl: „Brooke Hosts a Night of Undeniable Good“), scénář: Chris Kelly a Sarah Schneider (Max) - Co děláme v temnotách (díl: „Pride Parade“), scénář: Jake Bender a Zach Dunn (FX) | Slow Horses (díl: „Vyjednávání s tygry“), scénář: Will Smith (Apple TV+) - Koruna (díl: „Ritz“), scénář: Peter Morgan a Meriel Sheibani-Clare (Netflix) - Fallout (díl: „Konec“), scénář: Geneva Robertson-Dworet a Graham Wagner (Prime Video) - Mr. & Mrs. Smith (díl: „První rande“), scénář: Francesca Sloane a Donald Glover (Prime Video) - Šógun (díl: „Andžin“), scénář: Rachel Kondo a Justin Marks (FX) - Šógun (díl: „Nachové nebe“), scénář: Rachel Kondo a Caillin Puente (FX) |
| Nejlepší scénář pro minisérii nebo televizní film | Nejlepší scénář pro zábavný speciál |
| Sobík, scénář: Richard Gadd (Netflix) - Černé zrcadlo (díl: „Joan je hrozná“), scénář: Charlie Brooker (Netflix) - Fargo (díl: „The Tragedy of the Commons“), scénář Noah Hawley (FX) - Souputníci (díl: „Jsi úžasný“), scénář: Ron Nyswaner (Showtime) - Ripley, scénář: Steven Zaillian (Netflix) - Temný případ: Noční krajina (díl: „Part 6“), scénář: Issa López (HBO) | Alex Edelman: Just for Us, scénář: Alex Edelman (HBO) - Jacqueline Novak: Na kolena!, scénář: Jacqueline Novak (Netflix) - John Early: Now More Than Ever, scénář: John Early (HBO) - Mike Birbiglia: Stařec a bazén, scénář: Mike Birbiglia (Netflix) - 96. ročník udílení Oscarů, scénář: Jamie Abrahams, Rory Albanese, Amberia Allen, Tony Barbieri, Jonathan Bines, Joelle Boucai, Bryan Cook, Blaire Erskine, Devin Field, Gary Greenberg, Josh Halloway, Eric Immerman, Jesse Joyce, Jimmy Kimmel, Carol Leifer, Jon Macks, Mitch Marchand, Gregory Martin, Jesse McLaren, Molly McNearney, Keaton Patti, Danny Ricker, Louis Virtel, and Troy Walker (ABC) |